# Barrage de Topçam
Le barrage de Topçam est un barrage de Turquie.

## Sources
- (en) www.dsi.gov.tr/tricold/topcam.htm Site de l'agence gouvernementale turque des travaux hydrauliques